# IV. třída okresu Karlovy Vary
IV. třída okresu Karlovy Vary tvoří společně s ostatními skupinami čtvrté třídy nejnižší (desátou nejvyšší) fotbalovou soutěž v České republice. Je řízena Okresním fotbalovým svazem Karlovy Vary. Hraje se každý rok od léta do jara se zimní přestávkou.

## Vítězové

### IV. třída okresu Karlovy Vary skupina A
| Ročník    | Vítězný tým                    |
| --------- | ------------------------------ |
| 2003/2004 | FC Nové Hamry                  |
| 2004/2005 | EP Merklín                     |
| 2005/2006 | TJ Baník Pila „B“              |
| 2006/2007 | DC BACARDI Karlovy Vary        |
| 2007/2008 | TJ Sokol Pernink               |
| 2008/2009 | TJ Počerny                     |
| 2009/2010 | FK Žlutice „B“                 |
| 2010/2011 | KSNP Sedlec „B“                |
| 2011/2012 | TJ Karlovy Vary-Dvory          |
| 2012/2013 | SC Stanovice                   |
| 2013/2014 | FC Lokomotiva Karlovy Vary „B“ |
| 2014/15   | Soutěž zrušena.                |

### IV. třída okresu Karlovy Vary skupina B
| Ročník    | Vítězný tým         |
| --------- | ------------------- |
| 2003/2004 | SK Andělská Hora    |
| 2004/2005 | TJ Sokol Chyše „B“  |
| 2005/2006 | TJ Sokol Útvina „B“ |
| 2006/2007 | Javor Bražec        |
| 2007/2008 | TJ Stružná          |